# Lijst van heren van IJsselstein

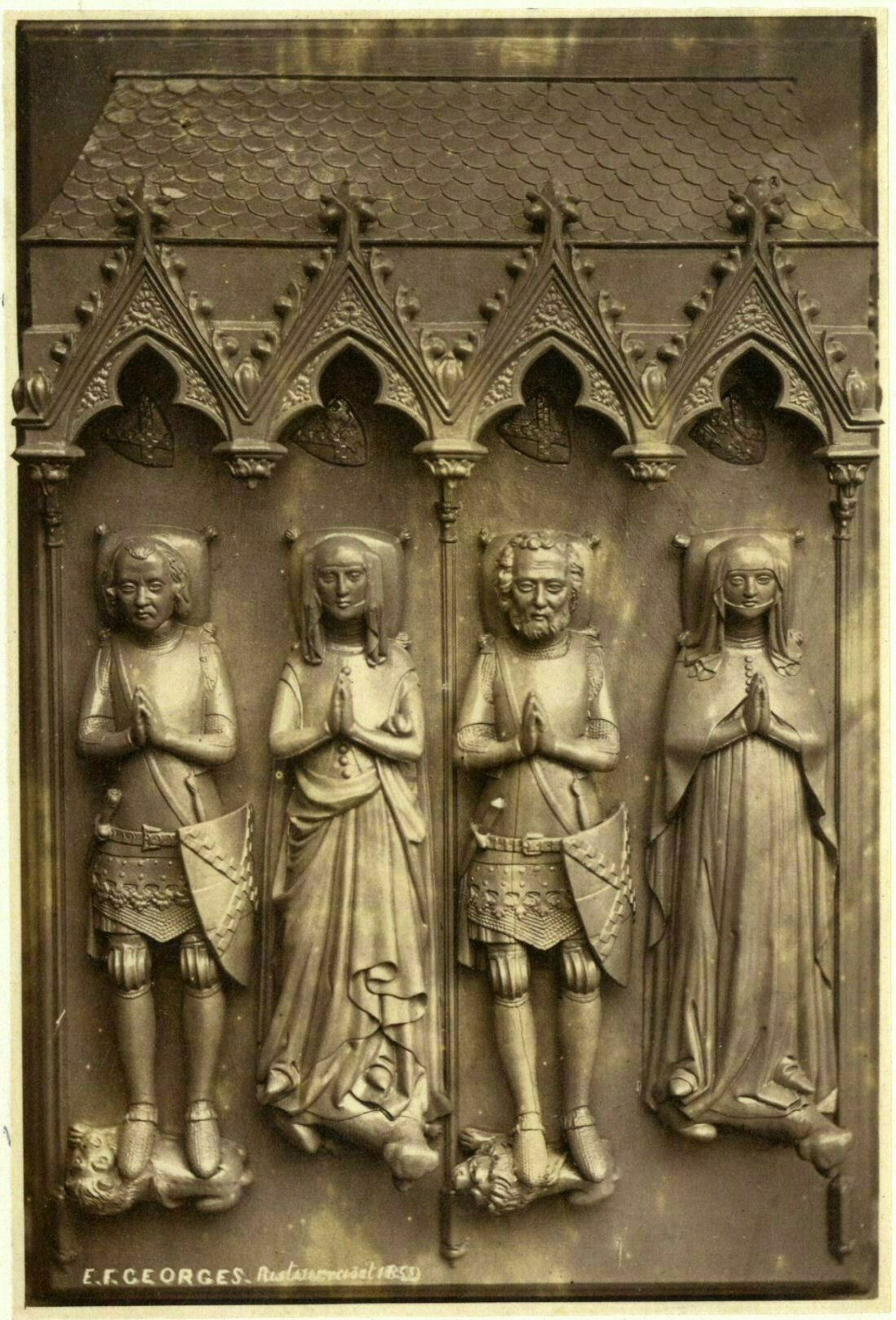
Grafmonument van de heren van IJsselstein in de Sint-Nicolaaskerk aldaar. V.l.n.r.: Gijsbrecht van Amstel, zijn vrouw Bertha van Heukelom, hun zoon Arnold en zijn vrouw Maria van Henegouwen.

Dit is een lijst van heren van IJsselstein.

## Huis Amstel
- 1279-1343: Gijsbrecht van Amstel genoemd van IJsselstein
- 1343-1364: Arnold van IJsselstein, zoon van Gijsbrecht
- 1364-1374: Guyote van IJsselstein, dochter van Arnoud, gehuwd met Jan I van Egmond

## Huis Egmont
- 1369 - 9 april 1409: Arend van Egmond, zoon van Jan I
- ????-1416: Jan II van Egmont, Jan met de Bellen, zoon van Arend
- 1416-1421: strijd met de graven van Holland
- 1421-????: Jan II van Egmont
- ????-1451: Willem van Egmont, broer van Jan II
- 1451-1464: Willem IV van Egmont, zoon van Jan II, broer van Arnold van Egmont
- 1464-1521: Frederik van Egmont, Schele Gijs, zoon van Willem I
- 1521-1539: Floris van Egmont, Fleurken Dunbier, zoon van Frederik
- 1539-1548: Maximiliaan van Egmont, zoon van Floris
- 1548-1558: Anna van Egmont, erfdochter van Maximiliaan, sinds 1551 gehuwd met Willem I van Oranje

## Huis Oranje-Nassau
- 1551-1584: Willem I
- 1584-1618: Filips Willem
- 1618-1625: Maurits
- 1625-1647: Frederik Hendrik
- 1647-1650: Willem II
- 1650-1702: Willem III
- 1702-1711: Johan Willem Friso
- 1711-1751: Willem IV
- 1751-1795: Willem V

Met de komst van de Bataafse Republiek hield de baronie van IJsselstein op te bestaan. Het hoofd van het Huis Oranje-Nassau (het Nederlandse staatshoofd) voert echter tot op de dag van vandaag de titel baron(es) van Cranendonck, IJsselstein en Eindhoven.